# Ciclismo nos Jogos Olímpicos de Verão de 2020 - Velocidade masculino
A prova de velocidade masculino do ciclismo nos Jogos Olímpicos de Verão de 2020 ocorreu entre os dias 4 e 6 de agosto de 2021 no Velódromo de Izu, em Izu, Shizuoka. Um total de 30 ciclistas de 18 Comitês Olímpicos Nacionais (CON) participaram do evento.

## Qualificação
Cada Comitê Olímpico Nacional (CON) poderia inscrever até dois ciclistas qualificados no evento de velocidade masculino. A qualificação se deu inteiramente através do ranking de nações da União Ciclística Internacional (UCI) de 2018–20, com as oito primeiras que se qualificam para o evento de velocidade por equipes podendo inscrever dois ciclistas cada na velocidade individual (assim como no keirin). As nações que qualificam um ciclista no ranking do keirin também poderiam incluí-lo na velocidade. Finalmente, sete vagas foram alocados por meio de classificações individuais, sendo que cada um dos cinco continentes estivesse representado.

## Formato
Pela primeira vez desde 2000, o formato da competição de velocidade passou por mudanças significativas. O número de rodadas principais aumentou de 5 para 6 e o número de repescagens de 2 para 3. A competição começa, como de costume, com uma rodada classificatória de contrarrelógio (largada lançada de 200 metros). Os 24 melhores ciclistas na fase de qualificação qualificam-se para as fases de eliminação. Em cada fase, os ciclistas largam lado a lado e devem completar três voltas na pista (750 metros). Os últimos 200 metros são cronometrados. Cada fase foi composta da seguinte forma.
- A primeira fase emparelha os 24 ciclistas em 12 baterias; o vencedor de cada uma avança a segunda fase, enquanto o perdedor vai a primeira repescagem.
- A primeira repescagem coloca os 12 ciclistas em 4 baterias de 3 ciclistas cada; o vencedor de cada bateria se junta aos vencedores da primeira fase avançando para a segunda fase, enquanto os demais ciclistas são eliminados.
- A segunda fase emparelha os 16 ciclistas em 8 baterias; o vencedor de cada uma avança as oitavas de final, enquanto o perdedor vai para a segunda repescagem.
- A segunda repescagem conta novamente com 4 baterias, desta vez de 2 ciclistas cada; o vencedor de cada uma avança para as oitavas de final, enquanto o perdedor de cada bateria é eliminado.
- As oitavas de final juntam os 12 ciclistas em 6 baterias; o vencedor de cada uma avança para as quartas de final, enquanto o perdedor vai para a terceira repescagem.
- A terceira repescagem tem 2 baterias de 3 ciclistas cada; o vencedor vai para as quartas de final enquanto todos os outros são eliminados.
- As quartas de final começam com uma melhor de três corridas; os 8 ciclistas são colocados em 4 baterias. O vencedor de duas corridas em cada bateria vai para as semifinais, enquanto o perdedor disputa a corrida de classificação 5–8.
- As semifinais novamente usam baterias de melhor de três corridas, com os 4 ciclistas em duas semifinais. O vencedor de cada semifinal vai para a final e o perdedor vai para a disputa pela medalha de bronze.
- A rodada final inclui a disputa pela medalha de ouro, a disputa pelo bronze e a corrida de classificação 5–8. As disputas por medalhas são no formato um contra um, em melhor de três; a classificação 5–8 é uma corrida única com 4 ciclistas.

## Calendário
Horário local (UTC+9)
| Data                | Tempo                         | Fase                                                                           |
| ------------------- | ----------------------------- | ------------------------------------------------------------------------------ |
| 4 de agosto de 2021 | 15:30 16:35 17:31 18:13 18:47 | Qualificação Primeira fase Primeira repescagem Segunda fase Segunda repescagem |
| 5 de agosto de 2021 | 15:48 16:21 16:45 18:27       | Oitavas de final Terceira repescagem Quartas de final Classificação 5–8        |
| 6 de agosto de 2021 | 16:10 18:00                   | Semifinais Final                                                               |

## Medalhistas
| Ouro   | NED Harrie Lavreysen |
| Prata  | NED Jeffrey Hoogland |
| Bronze | GBR Jack Carlin      |

## Resultados

### Qualificação
Disputada em 4 de agosto de 2021 com início as 15:30 locais. Os 24 melhores ciclistas avançam para a primeira fase.
| Pos. | Ciclista                     | CON                   | Tempo | Atrás  | Notas |
| ---- | ---------------------------- | --------------------- | ----- | ------ | ----- |
| 1    | Jeffrey Hoogland             | NED Países Baixos     | 9.215 |        | Q,    |
| 2    | Harrie Lavreysen             | NED Países Baixos     | 9.215 | +0.000 | Q     |
| 3    | Jack Carlin                  | GBR Grã-Bretanha      | 9.306 | +0.091 | Q     |
| 4    | Nicholas Paul                | TTO Trinidad e Tobago | 9.316 | +0.101 | Q     |
| 5    | Denis Dmitriev               | ROC                   | 9.331 | +0.116 | Q     |
| 6    | Jair Tjon En Fa              | SUR Suriname          | 9.472 | +0.257 | Q     |
| 7    | Mateusz Rudyk                | POL Polônia           | 9.493 | +0.278 | Q     |
| 8    | Jason Kenny                  | GBR Grã-Bretanha      | 9.510 | +0.295 | Q     |
| 9    | Yuta Wakimoto                | JPN Japão             | 9.518 | +0.303 | Q     |
| 10   | Sébastien Vigier             | FRA França            | 9.551 | +0.336 | Q     |
| 11   | Xu Chao                      | CHN China             | 9.584 | +0.369 | Q     |
| 12   | Nick Wammes                  | CAN Canadá            | 9.587 | +0.372 | Q     |
| 13   | Stefan Bötticher             | GER Alemanha          | 9.593 | +0.378 | Q     |
| 14   | Patryk Rajkowski             | POL Polônia           | 9.594 | +0.379 | Q     |
| 15   | Hugo Barrette                | CAN Canadá            | 9.596 | +0.381 | Q     |
| 16   | Kevin Quintero               | COL Colômbia          | 9.626 | +0.411 | Q     |
| 17   | Azizulhasni Awang            | MAS Malásia           | 9.626 | +0.411 | Q     |
| 18   | Sam Webster                  | NZL Nova Zelândia     | 9.631 | +0.416 | Q     |
| 19   | Maximilian Levy              | GER Alemanha          | 9.646 | +0.431 | Q     |
| 20   | Rayan Helal                  | FRA França            | 9.669 | +0.454 | Q     |
| 21   | Matthew Richardson           | AUS Austrália         | 9.685 | +0.470 | Q     |
| 22   | Nathan Hart                  | AUS Austrália         | 9.696 | +0.481 | Q     |
| 23   | Muhammad Shah Firdaus Sahrom | MAS Malásia           | 9.700 | +0.485 | Q     |
| 24   | Ethan Mitchell               | NZL Nova Zelândia     | 9.705 | +0.490 | Q     |
| 25   | Pavel Yakushevski            | ROC                   | 9.723 | +0.508 |       |
| 26   | Yudai Nitta                  | JPN Japão             | 9.728 | +0.513 |       |
| 27   | Jean Spies                   | RSA África do Sul     | 9.787 | +0.572 |       |
| 28   | Tomáš Bábek                  | CZE República Checa   | 9.856 | +0.641 |       |
| 29   | Sergey Ponomaryov            | KAZ Cazaquistão       | 9.932 | +0.717 |       |
| 30   | Kwesi Browne                 | TTO Trinidad e Tobago | 9.966 | +0.751 |       |

### Primeira fase
Disputada em 4 de agosto de 2021 com início as 16:35 locais. Os vencedores de cada bateria avançam para a segunda fase e os perdedores para a primeira repescagem.
| Bateria | Pos. | Ciclista                     | CON                   | Intervalo | Notas |
| ------- | ---- | ---------------------------- | --------------------- | --------- | ----- |
| 1       | 1    | Jeffrey Hoogland             | NED Países Baixos     | X         | Q     |
| 1       | 2    | Ethan Mitchell               | NZL Nova Zelândia     | +0.233    | R     |
| 2       | 1    | Harrie Lavreysen             | NED Países Baixos     | X         | Q     |
| 2       | 2    | Muhammad Shah Firdaus Sahrom | MAS Malásia           | +0.063    | R     |
| 3       | 1    | Jack Carlin                  | GBR Grã-Bretanha      | X         | Q     |
| 3       | 2    | Nathan Hart                  | AUS Austrália         | +0.306    | R     |
| 4       | 1    | Nicholas Paul                | TTO Trinidad e Tobago | X         | Q     |
| 4       | 2    | Matthew Richardson           | AUS Austrália         | +0.618    | R     |
| 5       | 1    | Denis Dmitriev               | ROC                   | X         | Q     |
| 5       | 2    | Rayan Helal                  | FRA França            | +0.479    | R     |
| 6       | 1    | Maximilian Levy              | GER Alemanha          | X         | Q     |
| 6       | 2    | Jair Tjon En Fa              | SUR Suriname          | +0.002    | R     |
| 7       | 1    | Sam Webster                  | NZL Nova Zelândia     | X         | Q     |
| 7       | 2    | Mateusz Rudyk                | POL Polônia           | +0.180    | R     |
| 8       | 1    | Jason Kenny                  | GBR Grã-Bretanha      | X         | Q     |
| 8       | 2    | Azizulhasni Awang            | MAS Malásia           | +0.032    | R     |
| 9       | 1    | Yuta Wakimoto                | JPN Japão             | X         | Q     |
| 9       | 2    | Kevin Quintero               | COL Colômbia          | +0.084    | R     |
| 10      | 1    | Sébastien Vigier             | FRA França            | X         | Q     |
| 10      | 2    | Hugo Barrette                | CAN Canadá            | +0.020    | R     |
| 11      | 1    | Patryk Rajkowski             | POL Polônia           | X         | Q     |
| 11      | 2    | Xu Chao                      | CHN China             | +0.291    | R     |
| 12      | 1    | Nick Wammes                  | CAN Canadá            | X         | Q     |
| 12      | 2    | Stefan Bötticher             | GER Alemanha          | +0.015    | R     |

#### Primeira repescagem
Disputada em 4 de agosto de 2021 com início as 17:31 locais. Os vencedores de cada bateria avançam para a segunda fase.
| Bateria | Pos. | Ciclista                     | CON               | Intervalo | Notas |
| ------- | ---- | ---------------------------- | ----------------- | --------- | ----- |
| 1       | 1    | Azizulhasni Awang            | MAS Malásia       | X         | Q     |
| 1       | 2    | Kevin Quintero               | COL Colômbia      | +0.204    |       |
| 1       | 3    | Ethan Mitchell               | NZL Nova Zelândia | +0.549    |       |
| 2       | 1    | Muhammad Shah Firdaus Sahrom | MAS Malásia       | X         | Q     |
| 2       | 2    | Hugo Barrette                | CAN Canadá        | +0.619    |       |
| 2       | 3    | Mateusz Rudyk                | POL Polônia       | +0.668    |       |
| 3       | 1.   | Jair Tjon En Fa              | SUR Suriname      | X         | Q     |
| 3       | 2    | Xu Chao                      | CHN China         | +0.062    |       |
| 3       | 3    | Nathan Hart                  | AUS Austrália     | +0.185    |       |
| 4       | 1    | Stefan Bötticher             | GER Alemanha      | X         | Q     |
| 4       | 2    | Rayan Helal                  | FRA França        | +0.032    |       |
| 4       | 3    | Matthew Richardson           | AUS Austrália     | +0.421    |       |

### Segunda fase
Disputada em 4 de agosto de 2021 com início as 18:13 locais. Os vencedores de cada bateria avançam para as oitavas de final e os perdedores para a segunda repescagem.
| Bateria | Pos. | Ciclista                     | CON                   | Intervalo | Notas |
| ------- | ---- | ---------------------------- | --------------------- | --------- | ----- |
| 1       | 1    | Jeffrey Hoogland             | NED Países Baixos     | X         | Q     |
| 1       | 2    | Stefan Bötticher             | GER Alemanha          | +0.111    | R     |
| 2       | 1    | Harrie Lavreysen             | NED Países Baixos     | X         | Q     |
| 2       | 2    | Jair Tjon En Fa              | SUR Suriname          | +0.259    | R     |
| 3       | 1    | Jack Carlin                  | GBR Grã-Bretanha      | X         | Q     |
| 3       | 2    | Muhammad Shah Firdaus Sahrom | MAS Malásia           | +0.132    | R     |
| 4       | 1    | Nicholas Paul                | TTO Trinidad e Tobago | X         | Q     |
| 4       | 2    | Azizulhasni Awang            | MAS Malásia           | +0.026    | R     |
| 5       | 1    | Denis Dmitriev               | ROC                   | X         | Q     |
| 5       | 2    | Nick Wammes                  | CAN Canadá            | +0.107    | R     |
| 6       | 1    | Maximilian Levy              | GER Alemanha          | X         | Q     |
| 6       | 2    | Patryk Rajkowski             | POL Polônia           | +0.149    | R     |
| 7       | 1    | Sam Webster                  | NZL Nova Zelândia     | X         | Q     |
| 7       | 2    | Sébastien Vigier             | FRA França            | +0.038    | R     |
| 8       | 1    | Jason Kenny                  | GBR Grã-Bretanha      | X         | Q     |
| 8       | 2    | Yuta Wakimoto                | JPN Japão             | +0.021    | R     |

#### Segunda repescagem
Disputada em 4 de agosto de 2021 com início as 18:47 locais. Os vencedores de cada bateria avançam para as oitavas de final.
| Bateria | Pos. | Ciclista                     | CON          | Intervalo | Notas |
| ------- | ---- | ---------------------------- | ------------ | --------- | ----- |
| 1       | 1    | Yuta Wakimoto                | JPN Japão    | X         | Q     |
| 1       | 2    | Stefan Bötticher             | GER Alemanha | +0.176    |       |
| 2       | 1    | Sébastien Vigier             | FRA França   | X         | Q     |
| 2       | 2    | Jair Tjon En Fa              | SUR Suriname | +0.085    |       |
| 3       | 1    | Muhammad Shah Firdaus Sahrom | MAS Malásia  | X         | Q     |
| 3       | 2    | Patryk Rajkowski             | POL Polônia  | +0.260    |       |
| 4       | 1    | Azizulhasni Awang            | MAS Malásia  | X         | Q     |
| 4       | 2    | Nick Wammes                  | CAN Canadá   | +0.104    |       |

### Oitavas de final
Disputada em 5 de agosto de 2021 com início as 15:48 locais. Os vencedores de cada bateria avançam para as quartas de final e os perdedores para a terceira repescagem.
| Bateria | Pos. | Ciclista                     | CON                   | Intervalo | Notas |
| ------- | ---- | ---------------------------- | --------------------- | --------- | ----- |
| 1       | 1    | Jeffrey Hoogland             | NED Países Baixos     | X         | Q     |
| 1       | 2    | Azizulhasni Awang            | MAS Malásia           | +0.040    | R     |
| 2       | 1    | Harrie Lavreysen             | NED Países Baixos     | X         | Q     |
| 2       | 2    | Muhammad Shah Firdaus Sahrom | MAS Malásia           | +0.449    | R     |
| 3       | 1    | Jack Carlin                  | GBR Grã-Bretanha      | X         | Q     |
| 3       | 2    | Sébastien Vigier             | FRA França            | +0.171    | R     |
| 4       | 1    | Nicholas Paul                | TTO Trinidad e Tobago | X         | Q     |
| 4       | 2    | Yuta Wakimoto                | JPN Japão             | +0.457    | R     |
| 5       | 1    | Denis Dmitriev               | ROC                   | X         | Q     |
| 5       | 2    | Jason Kenny                  | GBR Grã-Bretanha      | +0.076    | R     |
| 6       | 1    | Maximilian Levy              | GER Alemanha          | X         | Q     |
| 6       | 2    | Sam Webster                  | NZL Nova Zelândia     | +0.132    | R     |

#### Terceira repescagem
Disputada em 5 de agosto de 2021 com início as 16:21 locais. Os vencedores de cada bateria avançam para as quartas de final.
| Bateria | Pos. | Ciclista                     | CON               | Intervalo | Notas |
| ------- | ---- | ---------------------------- | ----------------- | --------- | ----- |
| 1       | 1    | Jason Kenny                  | GBR Grã-Bretanha  | X         | Q     |
| 1       | 2    | Azizulhasni Awang            | MAS Malásia       | +0.042    |       |
| 1       | 3    | Yuta Wakimoto                | JPN Japão         | +0.325    |       |
| 2       | 1    | Sébastien Vigier             | FRA França        | X         | Q     |
| 2       | 2    | Sam Webster                  | NZL Nova Zelândia | +0.101    |       |
| 2       | 3    | Muhammad Shah Firdaus Sahrom | MAS Malásia       | +0.133    |       |

### Quartas de final
Disputada em 5 de agosto de 2021 com início as 16:45 locais. Os vencedores de cada bateria, disputada em uma melhor de três corridas, avançam para a semifinal e os perdedores para a classificação 5–8.
| Bateria | Pos. | Ciclista         | CON                   | Corrida 1 | Corrida 2 | Desempate (s.n.) | Notas |
| ------- | ---- | ---------------- | --------------------- | --------- | --------- | ---------------- | ----- |
| 1       | 1    | Jeffrey Hoogland | NED Países Baixos     | X         | X         |                  | SF    |
| 1       | 2    | Sébastien Vigier | FRA França            | +2.440    | +0.059    |                  | F5-8  |
| 2       | 1    | Harrie Lavreysen | NED Países Baixos     | X         | X         |                  | SF    |
| 2       | 2    | Jason Kenny      | GBR Grã-Bretanha      | +0.047    | +0.942    |                  | F5-8  |
| 3       | 1    | Jack Carlin      | GBR Grã-Bretanha      | X         | X         |                  | SF    |
| 3       | 2    | Maximilian Levy  | GER Alemanha          | +2.507    | +0.396    |                  | F5-8  |
| 4       | 1    | Denis Dmitriev   | ROC                   | +0.295    | X         | X                | SF    |
| 4       | 2    | Nicholas Paul    | TTO Trinidad e Tobago | X         | REL       | +4.383           | F5-8  |

### Classificação 5–8
Disputada em 5 de agosto de 2021 as 18:27 locais.
| Pos. | Ciclista         | CON                   | Intervalo |
| ---- | ---------------- | --------------------- | --------- |
| 5    | Maximilian Levy  | GER Alemanha          |           |
| 6    | Nicholas Paul    | TTO Trinidad e Tobago | +0.152    |
| 7    | Sébastien Vigier | FRA França            | +0.644    |
| 8    | Jason Kenny      | GBR Grã-Bretanha      | +0.879    |

### Semifinais
Disputada em 6 de agosto de 2021 com início as 16:10 locais. Os vencedores de cada bateria, disputada em uma melhor de três corridas, avançam para a final e os perdedores para a disputa pela medalha de bronze.
| Bateria | Pos. | Ciclista         | CON               | Corrida 1 | Corrida 2 | Desempate (s.n.) | Notas |
| ------- | ---- | ---------------- | ----------------- | --------- | --------- | ---------------- | ----- |
| 1       | 1    | Jeffrey Hoogland | NED Países Baixos | X         | X         |                  | Q     |
| 1       | 2    | Denis Dmitriev   | ROC               | +0.107    | +0.010    |                  | QB    |
| 2       | 1    | Harrie Lavreysen | NED Países Baixos | X         | X         |                  | Q     |
| 2       | 2    | Jack Carlin      | GBR Grã-Bretanha  | +0.067    | +0.042    |                  | QB    |

### Finais
Disputada em 6 de agosto de 2021 com início as 18:00 locais.
| Pos.                | Ciclista         | CON               | Corrida 1 | Corrida 2 | Desempate (s.n.) |
| ------------------- | ---------------- | ----------------- | --------- | --------- | ---------------- |
| Disputa pelo ouro   |                  |                   |           |           |                  |
| Medalha de ouro     | Harrie Lavreysen | NED Países Baixos | +0.012    | X         | X                |
| Medalha de prata    | Jeffrey Hoogland | NED Países Baixos | X         | +0.015    | +0.208           |
| Disputa pelo bronze |                  |                   |           |           |                  |
| Medalha de bronze   | Jack Carlin      | GBR Grã-Bretanha  | X         | X         |                  |
| 4                   | Denis Dmitriev   | ROC               | +0.486    | +0.015    |                  |